# Johann Rudolf Raschle
Johann Rudolf Raschle (* 13. April 1798 in Wattwil; † 8. April 1867 ebenda) war ein Schweizer Politiker und Industrieller. Von 1860 bis 1863 gehörte er dem Nationalrat an.

## Biografie
Er war der jüngere Sohn des Textilindustriellen Josabe Raschle, dessen Unternehmen auf die Herstellung und das Färben von Baumwolltüchern spezialisiert war. Johann Rudolf Raschle besuchte Privatschulen in Wädenswil und Hauterive, danach absolvierte er eine kaufmännische Lehre in einem Handelshaus in Ulm. Als der Vater 1826 starb, führte er das Unternehmen zusammen mit seinem älteren Bruder Abraham Raschle. 1832 beschlossen sie eine geschäftliche Trennung; während Abraham das bisherige Inlandgeschäft weiterführte, gründete Johann Rudolf ein eigenes Unternehmen, das auf den Export ausgerichtet war.
Raschle bereiste regelmässig Italien, die Niederlande, Frankreich und Grossbritannien. In den wichtigsten Märkten war er mit eigenen Agenturen vertreten. Ebenso knüpfte er geschäftliche Beziehungen mit Handelshäusern ausserhalb Europas. Ab 1842 war sein Schwager Jakob Lanz-Hauser am Unternehmen J. R. Raschle & Co. beteiligt. In den 1850er-Jahren beschäftigte es 4000 Heim- und Fabrikarbeiter. Durch die Eroberung der ostasiatischen Märkte erreichte die Buntweberei im Toggenburg in den 1860er-Jahren ihren Höhepunkt. 1865 liess Raschle in Wattwil eine mechanische Buntweberei errichten.
1856/57 sass Raschle im Verwaltungsrat der soeben gegründeten Schweizerischen Kreditanstalt. Er war Präsident der Planungskommission der Toggenburgerbahn und Kommissionsmitglied der Sankt Gallisch-Appenzellischen Eisenbahn. Raschle kandidierte bei den Nationalratswahlen 1860 und wurde im Wahlkreis St. Gallen-West gewählt. Dabei folgte er auf seinen Bruder Abraham, der seit 1851 Nationalrat gewesen war. 1863 trat er zurück.